# Gott, wie dein Name, so ist auch dein Ruhm
Gott, wie dein Name, so ist auch dein Ruhm (BWV 171) is een religieuze cantate van Johann Sebastian Bach.

## Programma
Deze cantate is geschreven te Leipzig vermoedelijk voor Nieuwjaarsdag van het jaar 1729 (of voor een van de daaropvolgende jarer). Tegelijkertijd het feest van de besnijdenis van Christus direct verbonden aan de "naamgeving" van Jezus.

Deze cantate behoort tot de zogenoemde Kerstkring van het kerkelijk jaar die loopt van de 1ste Adventszondag tot de 4e zondag na Epifanie of Driekoningen. Daarna start de Paaskring omvattend 50 dagen voor en 50 dagen na Pasen. Deze cantate maakt deel uit van de vierde cantatejaargang, genoemd de Picanderjaargang.

Bijbellezingen:

- Galaten 3, 23-29: "Allen immers zijt gij één in Christus Jezus, overeenkomstig een belofte erfgenamen"
- Lucas 2, 21: "En als acht dagen vervuld zijn en hij besneden moet worden, wordt hem de naam Jezus genoemd, genoemd door de engel voordat hij in de moederschoot werd ontvangen"

## Tekst
- Christian Friedrich Henrici, genoemd Picander leverde de vrije gedichten, vermeld in zijn cantatejaargang 1728.
- Psalm 148, 13: "Dat zij loven de naam van de Ene, want alleen zijn naam is verheven".

Inhoud
1. Openingskoor: "Gott, wie dein Name, so ist auch dein Ruhm"
2. Aria (tenor): "Herr, so weit die Wolken gehen, gebt deines Namens Ruhm"
3. Recitatief (alt): "Du süsser Jesus-Name du"
4. Aria (sopraan): "Jesus soll mein erstes Wort in den neuen Jahre heissen"
5. Recitatief (bas): "Und da du, Herr, gesagt"
6. Koraal: "Lass uns das Jahr volbringen zu Lob dem Namen dein"

## Muzikale bezetting
Trompet 1, 2 en 3; pauken; hobo 1, 2; viool 1,2, altviool en basso contiuo.

## Toelichting
Deze cantate is zonder twijfel door Bach geschreven want zij is voorzien van een tekst in zijn eigen autograaf: beginnend met J.J (Jesu Juva of Jezus, help!) en eindigend met: di Bach. De muziek van het indrukwekkende openingskoor wendde Bach ook aan voor het Credo van zijn Hohe Messe (BWV 232), een van zijn laatste werken. 

De zintuiglijke belevenis of de esthetische ervaring staat in deze cantate centraal. De muziek heeft een bijna fysieke werking op je zinnen, is bijna voelbaar aanwezig. Zien (van het notenbeeld), horen (van klanken), weten (van het thema der naamgeving Jezus) en voelen gaan als ervaringen bij Bachs muziek hand in hand:
- muzikale accenten op woorden als Macht, erhöhen, gehen enz.
- in het altrecitatief (vers 3) bij het woord Kreuz vormen de noten een kruis
- in het basrecitatief (vers 5) klinken de woorden: vuur, pest en oorlog verwrongen